# Espacio reticulado
En matemáticas, particularmente en análisis funcional, un espacio reticulado es un espacio vectorial topológico diseñado con el objetivo de permitir que los resultados del teorema de la aplicación abierta y del teorema del grafo cerrado se mantengan para una clase más amplia de aplicaciones lineales cuyos codominios son espacios reticulados. Un espacio se llama reticulado si existe una colección de conjuntos, llamada red, que satisface ciertas propiedades. Las redes fueron investigadas por primera vez por De Wilde.

## Retículo
Sea {\displaystyle X} un espacio vectorial topológico localmente convexo de Hausdorff. Una red es una colección estratificada de discos que satisfacen los siguientes requisitos de absorbencia y convergencia.
1. Estrato 1: El primer estrato debe consistir en una secuencia {\displaystyle D_{1},D_{2},D_{3},\ldots } de discos en {\displaystyle X} tal que su unión {\displaystyle \bigcup _{i\in \mathbb {N} }D_{i}} absorbe a {\displaystyle X.}
2. Estrato 2: Para cada disco {\displaystyle D_{i}} en el primer estrato, debe existir una secuencia {\displaystyle D_{i1},D_{i2},D_{i3},\ldots } de discos en {\displaystyle X} tal que para cada {\displaystyle D_{i}} {\displaystyle D_{ij}\subseteq \left({\tfrac {1}{2}}\right)D_{i}\quad {\text{ para cada }}j} y {\displaystyle \cup _{j\in \mathbb {N} }D_{ij}} absorbe a {\displaystyle D_{i}.} Los conjuntos {\displaystyle \left(D_{ij}\right)_{i,j\in \mathbb {N} }} formarán el segundo estrato.
3. Estrato 3: A cada disco {\displaystyle D_{ij}} en el segundo estrato, se le asigna otra secuencia {\displaystyle D_{ij1},D_{ij2},D_{ij3},\ldots } de discos en {\displaystyle X} que satisfagan propiedades definidas de manera análoga. Explícitamente, esto significa que para cada {\displaystyle D_{i,j}}, {\displaystyle D_{ijk}\subseteq \left({\tfrac {1}{2}}\right)D_{ij}\quad {\text{ para cada }}k} y {\displaystyle \cup _{k\in \mathbb {N} }D_{ijk}} absorbe a {\displaystyle D_{ij}.} Los conjuntos {\displaystyle \left(D_{ijk}\right)_{i,j,k\in \mathbb {N} }} forman el tercer estrato.

Se continúa este proceso para definir los estratos {\displaystyle 4,5,\ldots .} Es decir, se utiliza la inducción para definir el estrato {\displaystyle n+1} en términos del estrato {\displaystyle n.}
Una hebra es una secuencia de discos, donde el primer disco se selecciona del primer estrato, digamos {\displaystyle D_{i},}, y el segundo se selecciona de la secuencia asociada con {\displaystyle D_{i},}, y así sucesivamente. También se requiere que si se selecciona una secuencia de vectores {\displaystyle (x_{n})} de una cadena (donde {\displaystyle x_{1}} pertenece al primer disco de la cadena, {\displaystyle x_{2}} pertenece al segundo, etc.), entonces la serie {\displaystyle \sum _{n=1}^{\infty }x_{n}} converja.
Un espacio localmente convexo de Hausdorff en el que se puede definir un retículo se llama espacio reticulado.

## Ejemplos y condiciones suficientes
| Teorema Un espacio vectorial topológico {\displaystyle X} es un espacio de Fréchet si y sólo si es a la vez un espacio reticulado y un espacio de Baire. |

Todos los siguientes espacios son reticulados:
- Espacio de Fréchet.[2]
- Límite inverso y límite directo de secuencias de espacios reticulados.
- Un subespacio vectorial secuencialmente cerrado de un espacio reticulado.[3]
- Un producto numerable de espacios reticulados.[3]
- Un cociente de Hausdorff de un espacio reticulado.[3]
- La imagen de un espacio reticulado bajo una aplicación lineal secuencialmente continua si esa imagen es de Hausdorff.[3]
- La bornologificación de un espacio reticulado.
- El espacio dual continuo de un espacio metrizable localmente convexo dotado de topología dual fuerte es reticulado.[2]
- Si {\displaystyle X} es el límite inductivo estricto de una familia numerable de espacios metrizables localmente convexos, entonces el espacio dual de {\displaystyle X} con la topología fuerte es reticulado.[4]
  - Entonces, en particular, los duales fuertes de los espacios metrizables localmente convexos son reticulados.[5]
- Si {\displaystyle X} es un espacio reticulado, entonces cualquier topología localmente convexa de Hausdorff más débil que esta topología (reticulada) también es reticulada.[3]

## Teoremas
| Teorema del grafo cerrado Sea {\displaystyle A:X\to Y} una aplicación lineal entre EVTs que es secuencialmente cerrada (lo que significa que su grafo es un subconjunto secuencialmente cerrado de {\displaystyle X\times Y}). Si {\displaystyle Y} es un espacio reticulado y {\displaystyle X} es un espacio ultrabornológico (como un espacio de Fréchet o un límite inductivo de espacios de Fréchet), entonces {\displaystyle A} es continuo. |

| Teorema del grafo cerrado Cualquier aplicación lineal cerrada desde el límite inductivo de espacios localmente convexos de Baire hacia un espacio reticulado localmente convexo es continua. |

| Teorema de la aplicación abierta Cualquier aplicación lineal sobreyectiva continua desde un espacio localmente convexo reticulado sobre un límite directo de espacios localmente convexos de Baire es abierto. |

| Teorema de la aplicación abierta Cualquier aplicación lineal sobreyectiva continua desde un espacio reticulado localmente convexo hacia un espacio ultrabornológico es abierta. |

| Teorema de la aplicación abierta Si la imagen de un operador lineal cerrado {\displaystyle A:X\to Y} desde el espacio reticulado localmente convexo {\displaystyle X} al espacio localmente convexo de Hausdorff {\displaystyle Y} no es exiguo en {\displaystyle Y}, entonces {\displaystyle A:X\to Y} es una aplicación abierta sobreyectiva. |

Si los espacios no son localmente convexos, entonces existe una noción de retículo en la que el requisito de ser un disco se reemplaza por el requisito de ser equilibrado. Para tal noción de retículo se tienen los siguientes resultados:
| Teorema del grafo cerrado Cualquier aplicación lineal cerrada desde el límite inductivo de los espacios vectoriales topológicos de Baire hasta un espacio vectorial topológico reticulado es continuo. |